# Papua Ny Guinea
Papua Ny Guinea (officielt: Den Uafhængige Stat Papua Ny Guinea; engelsk: Independent State of Papua New Guinea) er et land i Oceanien, der udgør den østlige del af øen Ny Guinea. Landet grænser mod vest til Indonesien og ligger nord for Australien.

## Historie
Det formodes, at den tidligste befolkning af øerne skete for omtrent 50 000 år siden og af folk fra Asien – det er muligt, at der da ikke var noget hav, som adskilte øerne fra det asiatiske fastland.
Den første europæer, der så øerne, var den portugisiske navigatør Antonio d'Abreu i 1511, men den portugisiske opdagelsesrejsende Jorge de Meneses var antagelig den første europæer, der besøgte øerne, i tiden 1526-27. Han kaldte øerne Ilhas dos Papuas, hvilket betyder «øerne til de med krøllet hår».
Spanske Inigo Ortix de Retses kaldte noget senere øerne for Ny Guinea, da han mente, at menneskene der var fra samme folkegruppe som de i Guinea i Afrika. En del andre opdagelsesrejsende, som James Cook, nåede øerne, men det var først i 1793 at hele hovedøen blev annekteret på vegne af Storbritannien af East India Company. Nederland havde også været i forbindelse med øerne og var ikke enige i anneksionen, så i 1828 gjorde VOC sig til ejere af den vestre del af New Guinea.
Den nordøstlige del af Ny Guinea, som ingen havde gjort krav på, blev annekteret af Tyskland i 1884. Samme år blev den sydøstlige del af øen (under navnet Papua) overtaget af Storbritannien, men i 1906 blev Papua overført til det nyligt selvstændige land Australien. Under 1. verdenskrig okkuperede styrker fra Australien den del, som tilhørte Tyskland, og landet fik siden tildelt landet som mandatområde af Folkeforbundet.
Under 2. verdenskrig blev New Guinea invaderet af Japan fra nord. De holdt stand helt til slutningen af krigen mange steder. I 1946 blev den østlige halvdel af øen New Guinea givet til Australien, som da skulle administrere Territory of Papua & New Guinea. Indonesien tog kontrol over det, som var Nederlandsk New Guinea, den anden halvdel af øen, i 1962 – og det er nu den indonesiske stat Iran Jaya, som kæmper for sin selvstændighed.
Papua Ny Guinea fik selvstyre i 1973 og fuld uafhængighed i 1975. Papua Ny-Guinea blev medlem af FN i 1995.

## Politik
Uddybende artikel: Papua Ny Guineas politik
Papua Ny Guinea er bl.a. medlem af FN, WTO og Commonwealth.

## Geografi
Uddybende artikel: Papua Ny Guineas geografi
Havet omkring Papua Ny Guinea er en del af Koraltrekanten.

### Provinser
Landet er inddelt i tyve provinser:
| - Bougainville - Central - Chimbu - Eastern Highlands - East New Britain - East Sepik - Enga - Gulf - Madang - Manus | - Milne Bay - Morobe - National Capital - New Ireland - Northern - Sandaun - Southern Highlands - Western - Western Highlands - West New Britain |

## Demografi
Etnisk sammensætning: Papuanere, melanesere, pygmæer. Religion: 22 pct. romersk-katolsk, 16 pct. protestantisk, stammereligioner.

## Kultur
Papua New Guineas kultur er multifacetteret og kompleks, det er estimeret, at der findes mere end tusind forskellige etniske grupper i landet.[kilde mangler] På grund af denne store diversitet, er der opstået mange forskellige former for kulturelle udtryk, da hver gruppe har udviklet sine egne traditioner indenfor kunst, dans, våben, beklædning, sang, musik, arkitektur osv. Blandt folkene ved sepikfloden findes der fx en berømt tradition indenfor træskærerarbejde, hvor forfædrenes ånder bliver afbilledet i form af planter eller dyr. Andre folkeslag er kendt for at bære penisfutteraller. Hovedparten af disse grupper har desuden deres eget sprog. Folk lever typisk i landsbyer, og ernærer sig ved subsistenslandbrug. I nogle områder lever der jæger- og samlerkulturer. Yams er den vigtigste planteføde for alle grupper.[kilde mangler]
Indtil 1933 blev muslingeskaller anvendt som møntfod i visse dele af Papua New Guinea. Selvom det blev afskaffet, er det stadig en del af lokale bryllupstraditioner, at en bejler skal medbringe en bestemt sum af skaller som brudepris til brudens familie. I nogle regioner udgøres brudeprisen i stedet af grise, kasuarer, penge el.lign., mens det i andre er brudens, der skal medbringe en medgift.
I højlandet afholder mange folkeslag rituelle højtider, der kaldes "sing sings". Deltagerne maler deres kroppe, pynter sig med fjer, perler eller dyreskind, for at ligne enten fugle, træer, ånder osv. I nogle tilfælde genskaber man vigtige historiske eller mytologiske begivenheder.[kilde mangler]
"Shell money" /muslinge skaller bruges stadig som møntfod den dag i dag, primært i landsbysamfundne i "the niugini islands".